# Microterys physokermis
Microterys physokermis är en stekelart som beskrevs av Compere 1926. Microterys physokermis ingår i släktet Microterys och familjen sköldlussteklar. Inga underarter finns listade i Catalogue of Life.